# 설미현
설미현(薛美顯, 1975년 9월 4일 ~ )은 대한민국의 수필가이자 환경학자이다. 서울 출생이다. 아버지 직장을 따라 5세 때 경기도 용인, 6세 때 대구, 7세 때 부산으로 옮겼다가 11세가 되던 1986년에 서울로 돌아와서 2003년 미국으로 건너가기 전까지 살았다. 2004년 이후부터 2011년 6월까지 미국 시애틀에 거주하였다가 7월에 귀국하여 현재까지 국립산림과학원에서 근무 중이다.

## 학력
- 서울대학교 산림자원학과 졸업
- 서울대학교 대학원 산림자원학과 졸업 (농학석사)
- 미국 워싱턴 대학교 대학원 산림자원경제마케팅학과 졸업 (임학 박사)

## 작가로서의 약력
2000년 11월 PC통신을 통해 창작활동을 시작한 이래, 미스트랄(Mistral)이란 필명으로 개인창작 블로그를 통해 8년 동안 꾸준히 작품을 발표해 왔다. 2007년 수필 《미의 초월》로 제 4회 뿌리문학상 대상을 수상하면서 등단했다.
수상작 《미의 초월》에서 설미현은 "퀴리 부인이나 잔다르크는 그들의 용모가 아닌 업적으로 평가된다고 지적하면서, 누구나 자신만의 매력이 있기 때문에 미의 기준이 다양해져야 한다"고 소신을 피력했다, 《미의 초월》은 심사위원들로부터 "개성 있는 문체로 작품의 대미에 이를 때까지 독자의 의식을 집요하게 담금질 하는 놀라운 필력을 엿볼 수 있으며, 문장을 다루는 재주가 기성작가 못지 않은 실력을 갖췄다"는 호평을 받았다. 2010년 9월 14일 수필집《사랑, 마음을 내려 놓다》를 펴냈다. 4년 후인 2014년 8월 29일 인문에세이집《착한 불륜, 해선 안 될 사랑은 없다》를 출간하였다.

## 환경학자로서의 삶
서울대학교 산림자원학과를 졸업했으며, 동 대학원 산림자원학과 경제/정책 분야에서 석사를 취득하였다. 이후 2003년 미국의 보스턴으로 건너갔고, 2004년 9월부터 2011년 6월까지 시애틀에 거주하며 워싱턴 주립대학교 산림자원대학 마케팅전공 박사과정에서 수학하는 한편, 동 대학 교내 연구소인 CINTRAFOR (국제 임산물 무역 연구소) 소속 연구원으로도 활동하였다. 2011년 6월 10일 산림자원 마케팅 박사학위를 취득하였으며, 7월 1일 이후 현재까지 국립산림과학원 국제임업 분야 연구원으로 활동 중이다.
2008년 6월, 국제환경 NGO인 레인포레스트 연맹(Rainforest Alliance)에 발탁되어 인도네시아 발리에 위치한 아시아-태평양 지부에 1년 동안 근무하기도 했다. 당시 주된 임무는 아시아-태평양 지역의 산림 커뮤니티와 목재 회사들을 FSC(Forest Stewardship Council) 인증을 통해 환경친화적임을 인증하는 것이었다. 이처럼 FSC 인증 감사관(FSC Certification Auditor)으로 근무하는 한편, 2008년 8월 동 기관에 의해 한국 대표(Representative of Korea)로 위촉되기도 하였다.(영어) 2009년 6월에 미국으로 다시 옮긴 이후에도 계속하여 감사관 임무를 수행하였다.
인도네시아에서 일하는 중간에 미국과 한국을 오가면서 2009년 4월 박사후보가 되었고, 2009년 6월 산림청에서 주관한 논문대회 "녹색성장과 산림"에서 제1저자로 제출한 논문 《우리나라 산촌의 커뮤니티 생산자로서의 가능성과 이를 활성화하기 위한 산림청과 비정부기관 (NGOs)의 역할: 산림인증제를 도입한 수익증진 협력모델을 바탕으로》(2인 공저)가 최우수상을 수상하기도 하였다. 이 시기를 전후로 서울대학교, 가톨릭대학교, 국립산림과학원 등에서 세계시장에서 활성화되고 있는 산림인증제의 국내적용방안과 NGO들의 활동상황을 알리기 위한 강연 활동을 활발히 전개하는 한편, 주간무역에 《발리에서 보내는 설미현의 우드리포트》를 객원기자 자격으로 2009년 2월부터 6월까지 격주로 연재하기도 하였다.

## 문학작품
2010년 9월 14일 수필집《사랑, 마음을 내려 놓다》를 펴냈는데, 출간한 지 열흘 만에 반디앤루니스 코엑스점 베스트셀러 종합 2위-에세이 1위를 기록했다. 반디앤루니스 전체 서점을 통틀었을 때는 2010년 10월 1주 종합 66위였으며, 그 주에 가장 순위가 많이 상승한 책 3위로, 총 34계단을 뛰어오른 것으로 집계되었다. 순위는 계속 상승하여 10월 3주에는 종합 54위를 기록하였다.

## 저술활동
- 2009년 칼럼《발리에서 보내는 설미현의 우드리포트》(주간무역)
- 2009년 논문《산림인증제 적용을 통한 산촌과 비정부기구(NGOs) 간 수익증진 협력모델: 인도네시아 중앙자바 KOSTAJASA를 사례로(영문)》(공저이며 제1저자, 한국국제농업개발학회)
- 2009년 논문《우리나라 산촌의 커뮤니티 생산자로서의 가능성과 이를 활성화하기 위한 산림청과 비정부기관(NGOs)의 역할: 산림인증제를 도입한 수익증진 협력모델을 바탕으로》(공저이며 제1저자, 산림청)
- 2010년 아동서적《10살에 떠나는 미래 세계 직업 대탐험》(글로벌 전문가 100인 인터뷰에 참여, 주니어중앙)

## 작품
- 2010년 《사랑, 마음을 내려 놓다》(베가북스)
- 2014년 《착한 불륜, 해선 안 될 사랑은 없다》(책미래)

## 수상 경력
- 2009년 - 산림청 주최 "녹색성장과 산림" 논문대회 최우수상 수상
- 2007년 - 뿌리 문학상 대상 수상